# 羅茜
羅茜（1987年12月15日—），湖北省武汉市人，注册单位為廣東深圳，中國女子花樣游泳運動員。
丈夫胡佳。

## 生涯
2008年，北京奧運，羅茜與隊友力壓日本組合，奪得銅牌，是中國於奧運中首面的花樣游泳獎牌。
2009年，與隊友遠赴意大利羅馬參加2009年世界游泳錦標賽花樣游泳比賽，在集體規定動作、集體自選動作及自由組合，奪得一銀兩銅成績。其後，在廣東佛山舉行的第八屆亞洲游泳錦標賽，由於中國花樣游泳隊的蔣文文/蔣婷婷雙人組合將出戰世界花游大獎賽，來自廣東的羅茜和劉鷗遂代表中國出戰，並在雙人自由自選、雙人技術自選、集體自由自選和集體技術自選比賽中摘取四枚金牌。
2010年，與隊友參加廣州亞運會花樣游泳比賽的集體及自由組合比賽，奪得兩面金牌。比賽中，中國隊以電影《愛麗絲夢遊仙境》作表演藍本，羅茜則飾演白皇后。
2012年，羅茜代表中国出戰英國倫敦舉行的奥林匹克运动会水上芭蕾比賽團體項目賽事。